# Mundell-Fleming-modellen
Mundell-Fleming-modellen är en ekonomisk modell som används för att beskriva små, öppna ekonomier. Den beskrevs av Robert Mundell och Marcus Fleming oberoende av varandra under 1960-talet. 
FE-kurvan = Horisontell linje i IS-LM-diagrammet där inhemsk ränta är lika med utländsk. Längs linjen är valutamarknaden i jämvikt. Linjen beskrivs av villkoret i=i*, där i* är exogent givet för ekonomin